# Jürgen Kurbjuhn
Jürgen Kurbjuhn (26. juli 1940 i Tilsit, Tyskland (nu Sovjetsk, Rusland) – 14. marts 2014) var en tysk fodboldspiller (venstre back).
Han tilbragte hele sin klubkarriere hos storklubben Hamburger SV. Her var han i 1963 med til at vinde den tyske pokalturnering.
Kurbjuhn blev desuden noteret for fem kampe for det vesttyske landshold. Han deltog for sit land ved VM i 1962 i Chile, men var dog ikke på banen i turneringen.

## Titler
DFB-Pokal
- 1963 med Hamburger SV